# Bras d’Or Lake

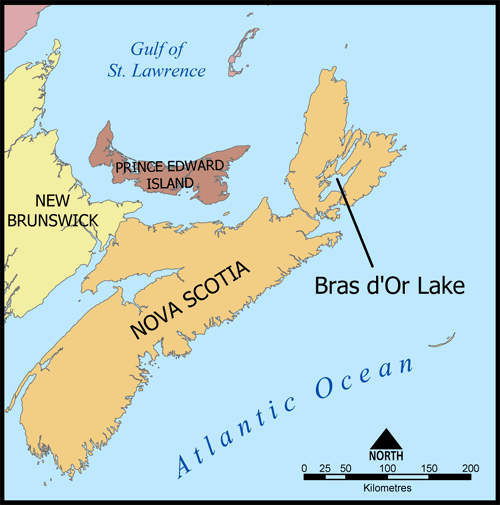
Mapa z zaznaczonym Bras d’Or Lake

Bras d’Or Lake - duża powierzchnia wodna leżąca w centralnej części wyspy Cape Breton w kanadyjskiej prowincji Nowa Szkocja. W 2011 utworzono na obszarze jego zlewni rezerwat biosfery. 
Nazwa obiektu pochodzi z języka francuskiego, w którym oznacza złote ramiona. W języku tubylczego indiańskiego plemienia Mi'kmaq nazywana jest Pitu'pok, co tłumaczy się jako słona woda. Oficjalna nazwa Bras d’Or Lake sugeruje, że jest to jezioro. W rzeczywistości jest to system wodny, połączony z Oceanem Atlantyckim dwoma cieśninami: Little Bras d’Or na południu oraz Great Bras d’Or na północy. Można więc Bras d’Or Lake definiować także jako zatokę.

## Geografia
Powierzchnia Bras d’Or Lake wynosi około 1100 km², zbiornik mierzy 100 km długości i do 50 km szerokości. Głębokość maksymalna 287 metrów. Otoczony jest niemal całkowicie przez łańcuchy wzgórz, jego kształt wyznacza Półwysep Washabuck w części środkowo-zachodniej, wyspa Boularderie na północnym wschodzie, oraz duży półwysep w części centralnej, z pasmem wzgórz Boisdale Hills, dzielący Bras d’Or Lake na część północną i południową, połączonych szeroką na 1 km cieśniną Barra.
Topografia Bras d’Or Lake jest następująca:
Northern Basin
- Great Bras d’Or
- Little Bras d’Or
- Kanał St. Andrews
- St. Patricks Channel
- Baddeck Bay
- Nyanza Bay
- Whycocomagh Bay

Southern Basin
- Denys Basin
- St. Peters Inlet
- East Bay
- West Bay

Zbiornik jest zasilany przez rzeki:
- River Denys
- Middle River
- Baddeck River
- Skye River
- Georges River

## Turystyka
Bras d’Or Lake jest popularnym celem turystyczno-wypoczynkowym. Sprzyja temu klimat wyspy: latem jest tu ciepło, liczba dni słonecznych jest duża. Woda jest stosunkowo ciepła i spokojna, zachęcająca do kąpieli, żeglarstwa i windsurfingu. W wielu miejscach na brzegach rozsiane są hotele, pensjonaty i ośrodki campingowe.